# Władysław Kuszyk
Władysław Kuszyk (ur. 17 lutego 1912 w Jedlance, zm. 25 maja 2000) – polski publicysta, poseł do Krajowej Rady Narodowej oraz na Sejm PRL IV i V kadencji.

## Życiorys
Uzyskał wykształcenie wyższe, pracował jako historyk, ekonomista oraz publicysta. Zgłoszony na posła do Krajowej Rady Narodowej na VII sesji 3 maja 1945 z ramienia Centralnego Komitetu Związków Zawodowych, tego samego dnia złożył ślubowanie. Należał do Komisji Pracy i Opieki Społecznej. Był działaczem Polskiej Partii Robotniczej, a następnie Polskiej Zjednoczonej Partii Robotniczej. W 1965 i 1969 uzyskiwał mandat posła na Sejm PRL w okręgach kolejno Zamość i Lublin, przez dwie kadencje zasiadał w Komisji Oświaty i Nauki oraz w Komisji Planu Gospodarczego, Budżetu i Finansów.
Pochowany na Cmentarzu Wojskowym na Powązkach (kwatera B-12-401).

## Odznaczenia
- Krzyż Oficerski Orderu Odrodzenia Polski
- Krzyż Kawalerski Orderu Odrodzenia Polski
- Krzyż Partyzancki
- Srebrny Krzyż Zasługi (1946)[2]
- Medal Zwycięstwa i Wolności 1945
- Medal 10-lecia Polski Ludowej
- Odznaka 1000-lecia Państwa Polskiego (1966)[3]
- Pamiątkowy Medal z okazji 40. rocznicy powstania Krajowej Rady Narodowej (1983)[4]